# Fête du Sacré-Cœur
La fête du Sacré-Cœur est une solennité de l'Église catholique romaine. Elle est célébrée le 3e vendredi après la solennité de la Pentecôte. Elle est aussi appelée « fête du Cœur de Jésus » et commémore l'amour divin.

## Origine

### Le message de Paray-le-Monial
Cette fête est célébrée en France dès le XVIIe siècle dans plusieurs diocèses et monastères. Saint Jean Eudes a notamment fait célébrer, par les communautés eudistes, la messe du Cœur de Jésus en octobre 1672,,. En Italie, la Festa del Corpus Domini fut instituée en 1264 par le pape Urbain IV après le miracle de Bolsena, où une hostie avait répandu du sang pendant le canon de la messe sur un corporal. 
D'après sainte Marguerite-Marie Alacoque, religieuse du monastère de la Visitation de Paray-le-Monial, l'institution de la fête du Sacré-Cœur lui est demandée par le Christ, lors d'une apparition privée, en juin 1675 : « Je te demande que le premier vendredi après l'octave du saint sacrement soit dédié à une fête particulière pour honorer mon cœur... ». Après un temps de discernement, le témoignage de Marguerite-Marie est recueilli et appuyé par ses supérieures et par le père jésuite Claude la Colombière,,.
Assez rapidement, la fête du Sacré-Cœur est célébrée dans différents diocèses de France et d'autres pays. Ainsi, le monastère de la visitation de Dijon la célèbre dès 1689. Et en 1721, Antoine de Montcley, évêque d'Autun, l'adopte pour tout son diocèse, avec une messe et des offices propres.

### Demandes faites au Saint-Siège
Dès 1687, l'ordre de la Visitation de Sainte-Marie présente à Rome une demande de reconnaissance officielle de cette fête. Ce souhait n'aboutit pas immédiatement. La congrégation romaine des rites rejette le projet ou le reporte, notamment en 1697, 1707 et 1727, pour différentes raisons :
- Le calendrier liturgique comporte en effet déjà beaucoup de fêtes religieuses.
- L'autorisation d'une nouvelle fête ne peut se baser uniquement sur des faits mystiques, ceux-ci n'étant d'ailleurs pas encore officiellement reconnus par l'Église.
- Il faut que le sens théologique de la célébration soit conforme à la doctrine de l'Église[7]. Or, une difficulté théologique se pose quant à la consécration d'une fête au cœur du Christ. Le Christ est déjà honoré dans de nombreuses célébrations liturgiques, à commencer par toutes les eucharisties où, selon la foi catholique, il se livre tout entier dans l'hostie. Pourquoi dès lors rajouter une fête qui mettrait plus spécialement l'accent sur son cœur ? Celui-ci est encore trop perçu sous l'angle d'un organe physiologique uniquement[7],[8].
- Enfin, l'intérêt pastoral de la célébration demandée doit être manifeste. Le pape Benoît XIV, dans « De servorum Dei Beatificatione », pose donc comme condition préalable à la création d'une nouvelle fête liturgique, que des demandes explicites des autorités religieuses et civiles lui parviennent du monde entier[7].

### Institution de la fête du Sacré-Cœur
Dans les années 1760, des dizaines de suppliques en faveur de cette fête sont envoyées à Rome. Elles sont écrites par des évêques, des supérieurs d'ordres religieux et des hommes d'états. Finalement, Rome donne son approbation et le 6 février 1765, le pape Clément XIII institue officiellement la fête du Sacré-Cœur,,. En réponse aux demandes de l'archiconfrérie romaine et des évêques de Pologne, il leur accorde l'autorisation de célébrer cette fête. Une messe et un office spécifique sont ratifiés par le Saint-Siège le 11 mai de la même année,.
Les raisons qui ont prévalu à cette autorisation sont de divers ordres. Premièrement, la dévotion au Sacré-Cœur est de plus en plus présente dans l'Église. Ensuite, la signification doctrinale donnée au Sacré-Cœur, ou Cœur de Jésus, a progressé. Celui-ci est avant tout défini par l'Église catholique romaine comme le symbole de l'amour divin par lequel le Fils unique de Dieu a pris la nature humaine et s'est livré pour les hommes :
«  La Congrégation des Saints Rites, réunie le 26 janvier de cette année (1765), sachant fort bien que le culte du Cœur de Jésus s’est déjà propagé à travers presque toutes les parties du monde catholique, par les prévenances de leurs évêques, et a souvent été encore enrichi par mille décrets (brefs) d’indulgences donnés aux (presque) innombrables confréries érigées canoniquement sous le titre du Cœur de Jésus, et comprenant en même temps que par la célébration de cette Messe et de cet Office, il ne s’agit pas d’autre chose que d’amplifier le culte déjà institué, et de rénover symboliquement la mémoire de son divin amour, par lequel le Fils unique de Dieu a pris la nature humaine, et s’est fait obéissant jusqu’à la mort, et a dit s’offrir en exemple aux hommes, (en tant) qu’il était doux et humble de Cœur. »
— Décret de la Congrégation des Rites approuvant la fête du Sacré-Cœur (1765)
Cette fête, accordée à la Pologne, sera ensuite approuvée dans tous les pays, diocèses et monastères qui en feront la demande. Elle est ainsi instituée le 17 juillet 1765 dans tous les diocèses français,.

### Extension à l'Église universelle

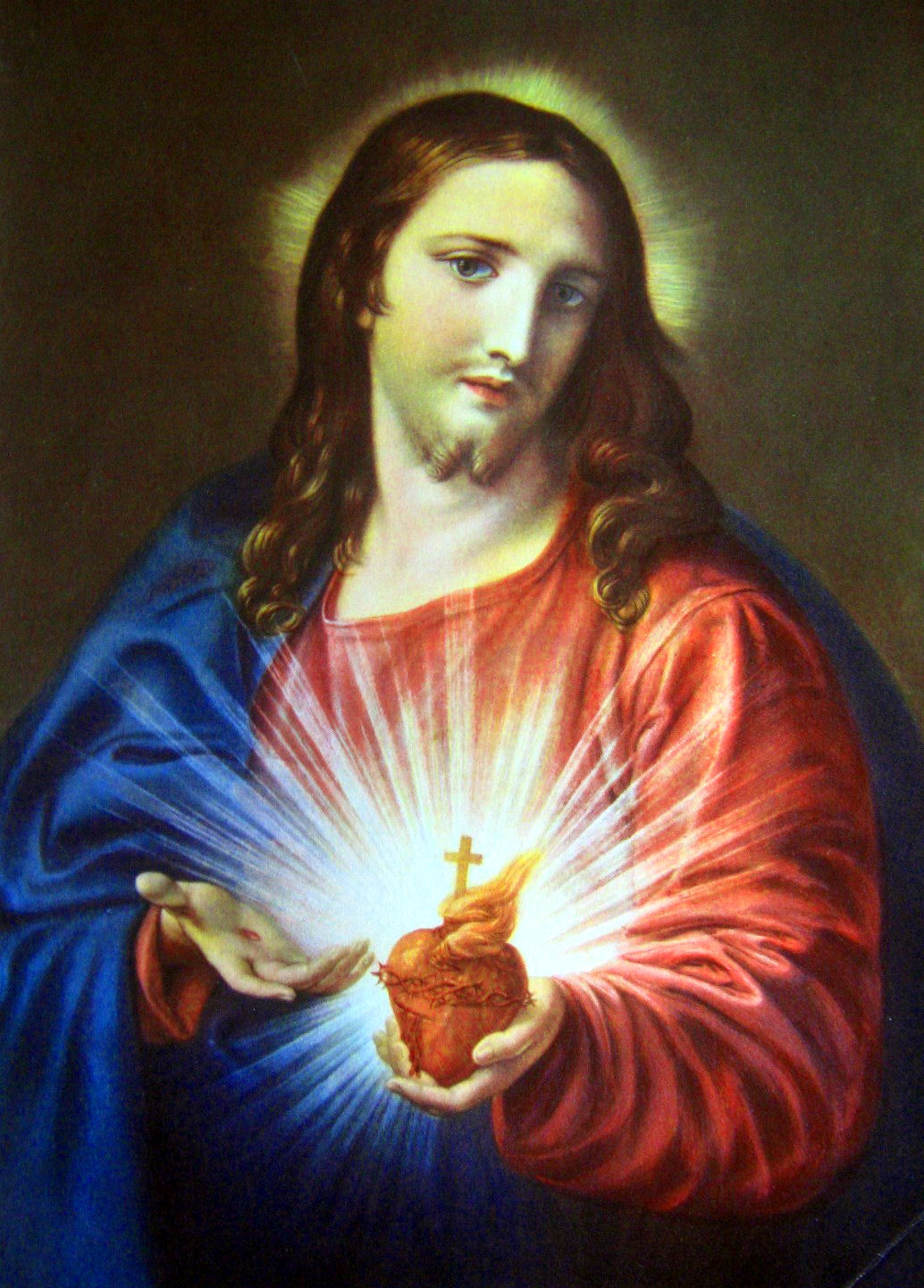
L'image la plus célèbre du Sacré-Cœur de Jésus, par Pompeo Batoni (1767), Église du Gesù (Rome)

Le 23 août 1856, le pape Pie IX, à la demande des évêques français, étend la fête du Sacré-Cœur à toute l'Église catholique. Il l'inscrit ainsi au calendrier liturgique universel,.
C'est aussi ce pape qui béatifie Marguerite-Marie Alacoque, le 19 août 1864, et qui bénit le projet d'édification de la Basilique du Sacré-Cœur de Montmartre. En 1899, son successeur Léon XIII consacre le genre humain au Cœur de Jésus.
Le 29 janvier 1929, le pape Pie XI décide de la composition d'une nouvelle messe et d'un nouvel office liturgique du Sacré-Cœur et participe lui-même à son élaboration. Il élève la fête du Sacré-Cœur au rang de solennité. Dans ce nouvel office liturgique, le Saint-Siège fait pour la première fois explicitement mention du lien entre le message de Paray-le-Monial et la fête du Sacré-Cœur.

## Une fête solennelle de l’Église catholique
Le calendrier liturgique issu du concile Vatican II place la célébration du Sacré-Cœur au rang des solennités. Elle est fêtée dans toute l'Église catholique romaine, dix-neuf jours après la Pentecôte soit un vendredi, au plus tôt le 29 mai, au plus tard le 2 juillet.
La couleur des vêtements liturgiques portés par les prêtres lors des célébrations du Sacré-Cœur est le blanc.

## Lectures et Évangiles de la messe du Sacré-Cœur
- Année A :
  - Livre du Deutéronome, 7, 6-11
  - Psaume 102
  - Première lettre de saint Jean, 4, 7-16
  - Évangile selon saint Mathieu, 11, 25-30 (Jésus, doux et humble de cœur)

- Année B :
  - Livre d'Osée, 11, 1-9
  - Cantique, Isaïe 12
  - Lettre de saint Paul aux Éphésiens, 3, 8-19
  - Évangile selon saint Jean, 19, 31-37 (Le coup de lance)

- Année C :
  - Livre d’Ézéchiel, 34, 11-16
  - Psaume 22
  - Lettre de saint Paul aux Romains, 5, 5-11
  - Évangile selon saint Luc, 15, 3-7 (La brebis perdue)

## Les sources bibliques
- Jean 19, 31-37 ("Ils lèveront les yeux vers celui qu'ils ont transpercé...")
- Jean 20, 19-28 (Jésus apparaît aux apôtres, et à Thomas, et leur montre la plaie laissée par le coup de lance).
- Mathieu 11, 25-30 ("Je suis doux et humble de cœur...")

« Venez à moi, vous tous qui peinez et ployez sous le fardeau, et moi je vous soulagerai. Chargez-vous de mon joug et mettez-vous à mon école, car je suis doux et humble de cœur, et vous trouverez soulagement pour vos âmes. Oui, mon joug est aisé et mon fardeau léger. »
— (Mathieu, 11, 28-30)

## Journée de prière pour la sanctification des prêtres
En 1995, le pape Jean-Paul II institue la Journée de prière pour la sanctification des prêtres le jour de la Fête du Sacré-Cœur,,,.
En 2009-2010, une année sacerdotale a été annoncée par le Saint-Siège pour fêter le 150e anniversaire de la mort du curé d'Ars. Elle a été ouverte le 19 juin 2009, en la fête du Sacré-Cœur et s'est terminée lors de la fête du Sacré-Cœur 2010, le 11 juin,.